# Enchtüwszingijn Batmagnaj
Enchtüwszingijn Batmagnaj (mong. Энхтүвшингийн Батмагнай; ur. 12 stycznia 2001) – mongolski zapaśnik walczący w stylu wolnym. Brązowy medalista mistrzostw Azji w 2022. Wygrał wojskowe MŚ w 2024 roku.